# Isabelle Gatti de Gamond

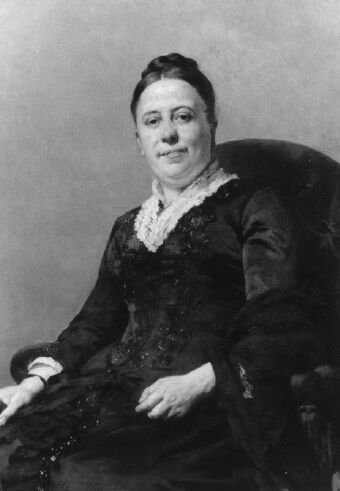
Isabelle Gatti de Gamond, Gemälde von Alfred Cluysenaar, unbekanntes Datum

Isabelle Gatti de Gamond (* 28. Juli 1839 in Paris; † 11. Oktober 1905 in Uccle/Ukkel, Brüssel) war eine belgische Feministin und Pädagogin.

## Leben
Isabelle wurde als Tochter der belgischen Pädagogin, Feministin und Fourieristin Zoé de Gamond und des italienischen Malers und Republikaners Jean-Baptiste Gatti in Paris geboren, wohin die Eltern 1830 während der Belgischen Revolution von Brüssel aus gegangen waren. Die Familie zog zurück nach Brüssel. Im Jahr 1847 wurde ihre Mutter zur inspectrice des écoles maternelles, primaires et normales ernannt, was die materiellen Verhältnisse der Familie stabilisierte. Zoé de Gamond war jedoch gesundheitlich angeschlagen und starb 1854. Die Familie hatte erneut nur wenig Geld. Im Alter von etwa siebzehn Jahren ging Isabelle für fünf Jahre als Hauslehrerin für zwei junge Mädchen zu einer reichen Patrizierfamilie nach Polen. In ihrer Freizeit und unter Ausnutzen der vorhandenen Bibliothek vervollständigte sie autodidaktisch ihre Ausbildung durch das Studium von Griechisch, Latein, Philosophie und Naturwissenschaften.
Um 1861 kehrte sie nach Brüssel zurück und begann, an von der Stadt Brüssel organisierten öffentlichen Kursen teilzunehmen, wo sie Henri Bergé, einen Freund der Familie, als Lehrer fand. Sie freundet sich auch mit Léo Errera und seiner Frau Marie, gebürtig aus der Kölner Familie Oppenheim, an.
1862 veröffentlichte Gatti de Gamond L'éducation de la femme, in der sie die Notwendigkeit einer weitergehenden weiblichen Bildung bekräftigt. Zwei Jahre später nehmen ihre Ideen konkretere Gestalt an. Dank der Kontakte von Henri Bergé erhielt sie von der Stadt Brüssel Unterstützung bei der Gründung einer Schule. Im Oktober 1864 wurde unter ihrer Leitung in der Rue du Marais in Brüssel der erste Cours d'Éducation pour jeunes filles begonnen, der den Mädchen eine solide wissenschaftliche Ausbildung vermittelte, die frei von kirchlichem Einfluss war. Es handelte sich um die erste wirklich laizistische Gemeindeschule mit mittlerem Bildungsniveau für Mädchen in Belgien. Die Schule entsprach zwar den Wünschen des liberalen Bürgertums, rief aber den Zorn der katholischen Öffentlichkeit hervor. Die konservative Presse entfachte eine heftige Kampagne gegen Gatti de Gamond, die sie als „la fille Gatti“ titulierten die mehrere Jahre andauerte. Einige Zeitungen gingen sogar so weit, diffamierende Andeutungen über ihr Privatleben zu machen.
Trotz dieser hartnäckigen Opposition waren die Cours d'Éducation pour jeunes filles ein großer Erfolg. Die Schule expandierte und es entstanden neue Standorte. Isabelle Gatti de Gamond entwickelte eine innovative Pädagogik, schrieb ihre eigenen Schulbücher und bildete ihr Lehrerinnenteam selbst aus, darunter Marie Popelin, Augustine de Rothmaler und Henriette Dachsbeck. Im Jahr 1880 gründete sie mit Karel Buls eine section de régentes und 1891 richtete sie eine section pré-universitaire ein.
Als sie das Rentenalter erreichte, gab sie 1899 die Leitung der Schule ab. Während sie sich als Direktorin eine gewisse Zurückhaltung auferlegt hatte, offenbarte sie von nun an ihre feministischen, rationalistischen und politischen Überzeugungen und schloss sich der Belgischen Arbeiterpartei (POB) an. Unter dem Motto „Sozialismus ist zugleich Feminismus“ setzte sie sich für Gerechtigkeit und Emanzipation ein. Sie arbeitete regelmäßig mit den Cahiers féministes, Le Peuple, dem Journal de Charleroi und Le Conscrit, einer antimilitaristischen Zeitung, zusammen. Als Sekretärin der Fédération nationale des femmes socialistes kämpfte sie für die politischen Rechte der Frauen und forderte das allgemeine Wahlrecht. Diese Hoffnung wurde leider enttäuscht, als der Generalrat der POB 1901 die Unterstützung für das Frauenstimmrecht mit der Begründung aussetzte, sie würde die Klerikalen begünstigen.
Als Mitglied des Komitees der fédération nationale des libres penseurs nahm sie an der Arbeit der Freidenker teil und nahm am internationalen Kongress der Freidenker in Madrid 1892 teil. Seit der Gründung des Orphelinat rationaliste („rationalistisches Waisenhaus“) im Jahr 1893 gehörte sie dessen Aufsichtsrat an. Im Jahr 1900 wurde sie zur Direktorin ernannt, die sie bis zu ihrem Tod blieb. Unter ihrer Leitung wurde die erste gemischte Grundschule gegründet, die dem Waisenhaus angegliedert wurde.
In einem Text aus dem Jahr 1903 beschreibt sie die im Waisenhaus angewandten Erziehungsmethoden:

„Que sera l’Orphelinat laïque? L’ancien système éducatif avait pour formule: la religion et le prêtre; le nouveau aura pour devise: l’hygiène et le médecin. […] Quand la vieille pédagogie parle de répression et de punition, la nouvelle parle d’attention vigilante et de soins physiques.“

„Was wird das weltliche Waisenhaus sein? Das alte Erziehungssystem hatte als Formel: Religion und Priester; das neue wird als Motto: Hygiene und Arzt haben.[…] Wo die alte Pädagogik von Unterdrückung und Bestrafung spricht, spricht die neue von wachsamer Aufmerksamkeit und körperlicher Pflege.“

Die Hauptmerkmale dieser neuen Einrichtungen wurden in Cempuis geschaffen und in Forest nachgebildet: Koedukation, Unterricht im Sinne des Rationalismus, Handarbeit, Kultivierung der Sinne durch Musik und Zeichnen, Reisen und Singen.
Um 1903 wurde sie in die Freimaurerloge „Diderot“ der Großloge Symbolique Scossaise Mixte et maintenue (GLSE II) in Paris aufgenommen. Sie war die erste Belgierin, die Freimaurerin wurde.
Gatti de Gamond starb 1905 an den Folgen eines chirurgischen Eingriffs. Sie wurde unter großer Anteilnahme auf dem Cimetière du Dieweg in Ukkel beigesetzt, wo ihre Grabstätte noch immer zu sehen ist. Testamentarisch vermachte sie ihr Vermögen drei Organisationen: dem Waisenhaus, dem von César De Paepe gegründeten rationalistischen Cours d'infirmiers et d'infirmières rationaliste (Ausbildung für Krankenschwestern und Krankenpfleger) und den Freidenkern.
2005 wählten die Zuschauer des niederländischsprachigen belgischen Fernsehsenders VRT sie der Sendung „Die größten Belgier“ auf Platz 55 und in derselben Sendung des französischsprachigen RTBF auf Platz 88. In Brüssel ist eine Schule nach ihr benannt, die Athénée royal Isabelle Gatti de Gamond. In Uccle/Ukkel, Pont-à-Celles und Charleroi sind Straßen nach ihr benannt.

## Werke (Auswahl)
- L'enseignement de la grammaire mis en harmonie avec les méthodes nouvelles. Henri Manceaux, Brüssel 1868.
- Historiettes imitées de l'anglais et de l'allemand. Lebègue, Brüssel  1869.
- Cours d'éducation et d'instruction pour les jeunes filles. Année préparatoire. A. Ghio, Paris o. D.
- L'instruction supérieure de la femme. Une expérience sociologique en Angleterre. H. Lamertin, Brüssel 1891.
- Projet d'un enseignement supérieur spécial pour les femmes. H. Lamertin, Brüssel 1893.
- Hector Denis und Eugène Hins (Hrsg.): Éducation-Féminisme. V. Girard et E. Brière & Henri Lamertin, Paris 1907.
- Hector Denis und Eugène Hins (Hrsg.): Question sociale, morale et philosophie. V. Girard ; Bruxelles : Henri Lamertin, Paris 1907.